# Căpușu Mare
Căpușu Mare (Hongaars: Magyarkapus, Duits: Grossthoren) is een gemeente in Cluj. Căpușu Mare ligt in de regio Transsylvanië, in het westen van Roemenië. De gemeente maakt onderdeel uit van de regio Kalotaszeg. 

## Naam
De naam is afgeleid van het Hongaarse Kapus en betekent dus letterlijk 'Grote poorter' in tegenstelling tot Căpuşu Mic, wat  'Kleine poorter' betekent. Hier eindigde namelijk het grondgebied van de Gyeroffi-clan (die hun hoofdplaats in Dumbrava hadden). Er waren dus poorters nodig. 
Hoewel Căpuşu Mic gedurende heel de geschiedenis groter is geweest als Capusu Mare is toch de tweede gekozen als hoofdplaats na de fusies. Dit dorp is namelijk gemakkelijker te bereiken voor de omliggende dorpen. De gemeente bestaat uit vijf kernen. Beginnende van het Westen langs de E60 Paniceni, Dumbrava, Căpuşu Mic , Căpușu Mare.
Ten noorden ligt het kleine dorpje Straja, dat enkel bereikbaar is vanuit Capusu mare en ten zuiden ligt Agarbiciu. Als men de weg vervolgt langs Agarbiciu gaat men naar het Zuidwesten en kom je nog de dorpen Balcesti, Dangua Mic en Dangau Mare tegen. 
De inwoners zijn vooral tewerkgesteld in de stad Cluj maar anderen doen aan kleinschalige landbouw of veeteelt in hun eigen dorp. Koeien, geiten en buffels worden meestal in 1 kudde voor heel het dorp gehoed. Schapen daarentegen zijn verzameld per eigenaar.

## Demografie
Volgens de volkstelling uit 2002 maakten de Roemenen 58,71% van de bevolking uit, gevolgd door de Hongaren met 36,03% en de Roma met 5,12%.
In 2011 was de totale bevolking 3 295 zielen groot, er woonden 1 820 Roemenen (56,2%) en 1 228 Hongaren (37,9%)

### Hongaarse gemeenschap
De gemeente maakt deel uit van de etnografisch Hongaarstalige streek Kalotaszeg.
In de dorpen Căpuşu Mare / Magyarkapus en Căpuşu Mic / Magyarkiskapus vormen de Hongaren de meerderheid van de bevolking.
De Hongaren hangen vrijwel allen het protestantse geloof aan en zijn lid van de Hongaars Gereformeerde Kerk in Roemenië. In Magyarkapus is er Hongaarstalig basisonderwijs voor de dorpen in de gemeente met een Hongaarse bevolking. In 2020 stemde 25% van de bevolking op de RMDSZ (Partij van Hongaarse democraten in Roemenië).
Steden met gemeentestatus: Cluj-Napoca · Turda · Câmpia Turzii · Dej · Gherla

Stad zonder gemeentestatus: Huedin

Gemeenten: Aghireșu · Aiton · Aluniș · Apahida · Așchileu Mare · Baciu · Băișoara · Beliș · Bobâlna · Bonțida · Borșa · Buza · Căianu · Călățele · Cămărașu · Căpușu Mare · Cășeiu · Cătina · Câțcău · Ceanu Mare · Chinteni · Chiuiești · Ciucea · Ciurila · Cojocna · Cornești · Cuzdrioara · Dăbâca · Feleacu · Fizeșu Gherlii · Florești · Frata · Gârbău · Geaca · Gilău · Iara · Iclod · Izvoru Crișului · Jichișu de Jos · Jucu · Luna · Măguri-Răcătău · Mănăstireni · Mărgău · Mărișel · Mica · Mihai Viteazu · Mintiu Gherlii · Mociu · Moldovenești · Negreni · Pălatca · Panticeu · Petreștii de Jos · Ploscoș · Poieni · Râșca · Recea-Cristur · Săcuieu · Săndulești · Săvădisla · Sânncraiu · Sânmartin · Sânpaul · Someșeni · Sic · Suatu · Tritenii de Jos · Tureni · Țaga · Unguraș · Vad · Valea Ierii · Viișoara · Vultureni